# キューティーハニー ラブ・フラッシュ
『キューティーハニー ラブ♥フラッシュ』（Cutie Honey Love♥Flash）は、2011年10月25日にのんきのディー・エヌ・エーが運営するMobage（モバゲー）よりサービスを配信したフィーチャーフォン向けソーシャルゲーム。
永井豪とダイナミックプロの漫画『キューティーハニー』を原作に、携帯電話ゲームを開発し配信する。ダイナミック企画の新たな独自のオリジナルストーリーを描き起こしによる、オリジナルの新たなキャラクターも登場する。現代的なデザイン完全に一新されており、新しいアニメーションも挿入している。また、ゲームプレイヤーの「ハニーカード」を使って、多彩の変身シーンを再現したものである。

## 登場人物

### メインキャラクター
如月ハニー（きさらぎ ハニー）
本作の主人公。如月猛の一人娘。元気な美少女である。空中元素固定装置を使って、様々な姿に変身できる能力を持っている。特に愛の女戦士「キューティーハニー」を変身して、パンサークローの刺客と幹部を撃退する。本作のオリジナル変化の姿は「カンフーハニー」、「メイドハニー」と「エンジェルハニー」。
秋夏子（なっちゃん）
ハニーの親友である。
早見青児（はやみ せいじ）
「天才美形アイテム屋」と自称した若い男。ハニーの大ファンである。
早見順平（はやみ じゅんぺい）
金色の髪を持つ少年。青児の実弟である。

### ハニーの仲間たち
如月猛（きさらぎ たけし）
ハニーの父。空中元素固定装置を発明した科学者。白色の髪で、眼鏡を着用する中年男性。
早見団兵衛（はやみ だんべえ）
常似ミハル（つねに ミハル）
アルフォンヌ
ポチ校長

### パンサークロー
パンサーゾラとシスタージルを率いた悪の犯罪組織。世界の各地に封印された不完全な「空中元素固定装置」を集めて悪用し、全世界を混乱と恐怖に陥れようと企んでいる。本作はパンサーゾラとシスタージルを除いて、多数オリジナルの幹部キャラクターも存在している。
パンサーゾラ
パンサークローの首領であり、豹のような頭飾を着用する悪の女性の姿。
シスタージル
原作と同じ設定であり、パンサーゾラの妹。パンサークローの大幹部が役割が担った。緑色の髪を持つ女性の姿。長いムチを武器に使う。
戦闘員
原作と同じ設定であり、覆面とソフト帽、全身タイツにジャケットという服装で着用された男性の姿。服装のイメージカラーが青と赤の両者を共に存在する。

## スタッフ
- 原作：永井豪
- ゲームクリエイター：浜垣博志
- シナリオ・原画：ダイナミック企画